# Coccinella trifasciata
Trebandad nyckelpiga (Coccinella trifasciata) är en skalbaggsart som beskrevs av Carl von Linné 1758. Coccinella trifasciata ingår i släktet Coccinella och familjen nyckelpigor. Arten är reproducerande i Sverige.

## Underarter
Arten delas in i följande underarter:
- C. t. perplexa
- C. t. subversa

## Bildgalleri

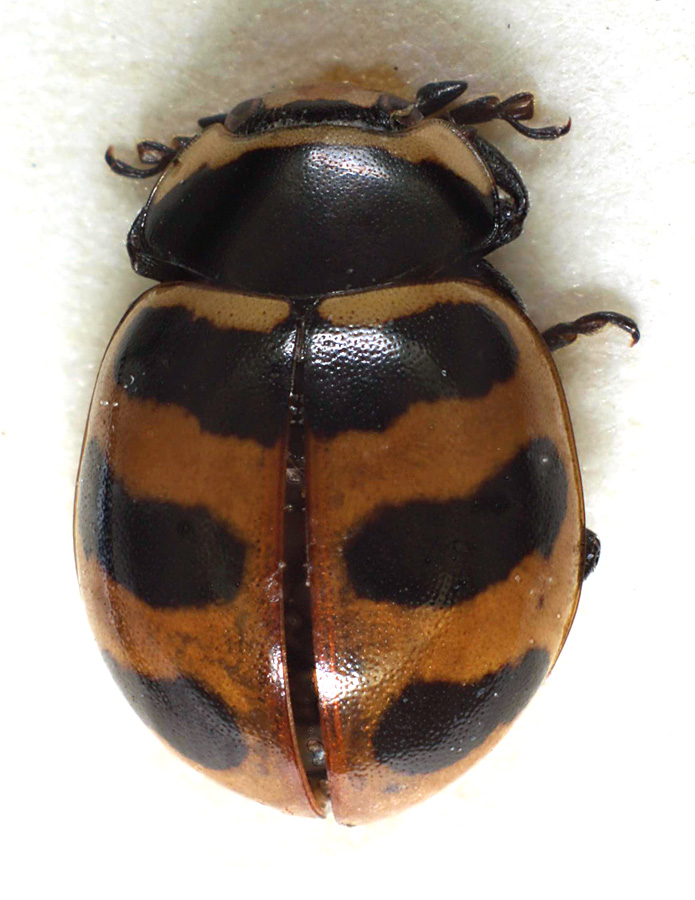